# 马里人
马里人是伏尔加河及卡馬河流域的居民，大多数居住在俄罗斯联邦马里埃尔共和国境内，在巴什科尔托斯坦共和国、乌德穆尔特共和国、鞑靼斯坦共和国等周边地区也有分布。旧称“切列米斯人”（俄语：черемисы、鞑靼语：чирмеш）。清朝康熙晚年，大臣圖麗琛出使伏爾加河的土爾扈特蒙古人，途經俄國的喀山，將當地的馬里人記載為車爾米斯人。
马里人可分四支：伏尔加左岸的“草原马里人”、右岸的“山地马里人”、基洛夫州南部及下诺夫哥罗德州东部的“西北马里人”和巴什科尔托斯坦共和国、鞑靼斯坦共和国、乌德穆尔特共和国、彼爾姆邊疆區及斯維爾德洛夫斯克州的“东马里人”。2002年俄罗斯人口普查中，认同“马里人”的有604298人，其中18515人认同“山地马里人”，56119人认同“东马里人”。六成马里人住在乡下。

## 简史
马里人的祖先可溯源至公元初年即分布在伏尔加河沿岸的居民。8世纪被可萨人统治，9至13世纪先后被伏爾加保加利亞人和蒙古人征服。到16世纪中期，其地被沙俄兼并。1918年，这里建立了苏维埃政权，1920年11月4日，马里自治州成立，1936年12月5日改为马里自治共和国。

## 语言文字
马里人有自己的语言马里语，属乌拉尔语系芬兰-乌戈尔语族，有西里尔字母拼写的文字。下分四种不能完全互通的方言，分别为集中于伏尔加河右岸的山地马里语、通行于小科克沙加河及伏尔加河下游（包括约什卡尔奥拉市）的草原马里语、通行于維亞特卡河东边的东马里语、以及通行于基洛夫州西南部和下诺夫哥罗德州东北部的西北马里语。
2002年的人口普查中，有451,033人宣称他们会说马里语。

## 宗教信仰
马里人本有自己的传统自然信仰，相信自然有神秘力量影响人类。且崇拜天神，最重要的是大白神（Ош Кугу Юмо），还有火神（Тул Юмо）、风神（Мардеж Юмо）等，以及半人半神的英雄。受沙俄影响，马里人于16世纪起被迫改信东正教，但许多人至今仍保留着原始信仰。他們信的一種宗教名為大燭教，是東正教與薩滿教的溶合物。

## 社会经济
马里人是传统的农业民族，主要种植小麦、荞麦、黑麦、豆类、亚麻等。建筑风格为薄木板覆盖屋顶的壁桁式木结构房屋。